# Rudy Linka
Rudy Linka (Praag, 29 mei 1960) is een uit Tsjechië afkomstige Amerikaanse jazzgitarist van de modernjazz.

## Biografie
Linka studeerde aan het conservatorium in Praag klassieke gitaar en kwam dankzij Karel Velebný bij de jazz. In 1979 emigreerde hij eerste naar Duitsland, voordat hij vanaf 1980 in Zweden woonde. Daar vervolgde hij zijn studie en trad hij vaak op met Red Mitchell. Bemiddeld door deze wisselde hij in 1984 naar het Berklee College of Music om in 1985 naar New York te vertrekken en zich vanaf 1986 verder te ontwikkelen bij John Abercrombie en Jim Hall. Abercrombie was ook te horen op zijn debuutalbum. In duo met George Mraz en met eigen bands trad hij vanaf begin jaren 1990 op tijdens internationale festivals (Praag 1991 en 1993), Sheppholms (1992). Verder speelde hij met Bob Mintzer, Michael Formanek, Gil Goldstein, Miles Evans en Adam Nussbaum.
Bovendien was hij werkzaam als docent aan het Berklee College en aan het conservatorium van Milwaukee. Verder is Linka oprichter en artistiek leider van het Bohemia Jazz Fest, een sinds 2005 jaarlijks in verschillende Tsjechische steden plaatsvindend rondreizend jazzfestival.

## Discografie
- 1992: News from Home met Bob Mintzer, 1992 op het Tsjechische ARTA Records (dat in nauwe samenhang staat met de AghaRTA Jazzclub in Praag en met ECM samen uitgeeft)
- 1996: Always Double Czech (met George Mraz en Marvin Smitty Smith)
- 2004: Lucky Southern (met John Abercrombie, John Scofield, Dan Fabricatore, Kenny Wollesen)